# Brno-jih
Brno-jih je městská část na jihu statutárního města Brna. Je tvořena několika čtvrtěmi a katastrálními územími, konkrétně Dolními Heršpicemi, Horními Heršpicemi, Komárovem, Přízřenicemi a menší částí Trnité. Celková katastrální výměra činí 12,77 km². Samosprávná městská část vznikla 24. listopadu 1990, její úřad sídlí v Komárově. Žije zde přibližně 9200 obyvatel.
Pro účely senátních voleb je území městské části Brno-jih zařazeno do volebního obvodu číslo 58.

## Sousedící městské části a obce
Městská část Brno-jih hraničí na jihu a jihovýchodě s městem Modřicemi, na západě s obcí Moravany a městskou částí Brno-Bohunice, na severu s městskou části Brno-střed, na východě s městskými částmi Brno-Černovice a Brno-Tuřany.

## Charakteristika městské části
Původní části Dolních Heršpic a Přízřenic si dosud zachovávají vesnický charakter a zároveň představují jedny z nejzachovalejších vesnických celků na území moderního Brna. Horní Heršpice, Komárov a Trnitá mají pro změnu spíše městský charakter. Na západě území městské části se podél Vídeňské ulice nachází významná obchodně průmyslová zóna. Na různých místech městské části se nacházejí také významná obchodní centra Futurum a Avion Shopping Park Brno, i řada jiných obchodů jako je Europamöbel. V nedávné době bylo do katastru Přízřenic rozšířeno původně modřické obchodní centrum Olympia. Městskou částí prochází i několik důležitých dopravních tepen. Jedná se především o dálnice D1 a D2, a rychlostní komunikaci E461. Jižně od dálnice D1 se zde však nacházejí i rozsáhlé plochy nezastavěné zemědělské půdy. Dopravní spojení se středem města i s jinými městskými částmi zajišťuje dopravní podnik města Brna prostřednictvím tramvajových linek č. 2, 6, 9 a 12, a několika autobusových a trolejbusových linek.

## Historický přehled
K Brnu bylo území městské části připojeno v několika fázích. 6. července 1850 byla k Brnu připojena severní a severozápadní část moderního katastrálního území Komárov, dále severozápad zdejší části k. ú. Trnitá a okrajové území na severu moderního k. ú. Horní Heršpice. V případě tohoto připojeného území se jednalo o pozemky tehdy náležející ke katastrálnímu území Trnitá a v nepatrné míře ke katastrálnímu území Křenová (k němu patřily z území současné městské části Brno-jih jen malé části dnešních parcel 425/2 a 560/2 a krátký úsek Ponávky, přičemž roku 1941 byly tyto pozemky při katastrálních úpravách připojeny ke katastrálnímu území Trnitá). Roku 1898 pak bylo k Brnu od tehdejších Černovic připojen severovýchod zdejší části k. ú. Trnitá. Roku 1906 pak byla připojena od Černovic další menší část moderního k. ú. Trnitá. 16. dubna 1919 následovalo připojení jihu zdejší části k. ú. Trnitá, jakož i dalších území moderní městské části, zahrnující území dosavadních obcí Dolní Heršpice, Horní Heršpice, Komárov, Přízřenic, jakož i části katastrů Černovic a Brněnských Ivanovic. Při úpravách hranic Brna roku 1948 pak byly připojeny i některé pozemky, náležející do té doby k Modřicím. Nakonec byla 1. července 1960 připojena také severovýchodní část katastru obce Moravany, označovaná jako Nové Moravany (toto území bylo později začleněno do katastru Horních Heršpic), a obec Holásky, jejíž původní katastr sem také zasahoval. Do roku 1945 mělo území městské části převážně zemědělský charakter, poté zde nastal rozvoj průmyslu, jehož negativní vliv na životní prostředí městské části se projevil hlavně v 70. a 80. letech. V letech 1966–1969 se i území této městské části dotkla rozsáhlá katastrální reforma Brna. Do té doby například patřila nejvýchodnější nezastavěná část katastru Komárova k historické obci Černovice, naopak část komárovského katastru se nacházela i na levém břehu řeky Svitavy (dnes součást katastrálních území Černovice a Brněnské Ivanovice). Od 1. srpna 1976 do 23. listopadu 1990 bylo celé území moderní městské části Brno-jih začleněno do tehdejšího městského obvodu Brno IV. 24. listopadu 1990 pak dochází ke vzniku novodobé městské části Brno-jih. Od 90. let zde také dochází k postupné obnově a zlepšování dopravní infrastruktury, životního prostředí, rozšiřování a budování sportovišť, a opravám školních budov.

## Samospráva
12. září 2010 se v Dolních Heršpicích a Přízřenicích konalo místní referendum o oddělení od Brna a vytvoření nové obce Dolní Heršpice-Přízřenice.
Po komunálních volbách v roce 2014 byl starostou zvolen Daniel Kypr (ANO 2011). Ten byl v prosinci 2017 odvolán a novým starostou byl zvolen Zdeněk Rotrekl (Šance pro jih), který v květnu 2018 zemřel. Na ustavujícím zasedání zastupitelstva na podzim 2018 byl starostou zvolen Josef Haluza (ČSSD), který tuto funkci vykonával již v letech 2010 až 2014.

## Obyvatelstvo
| 1869  | 1880  | 1890  | 1900  | 1910  | 1921  | 1930  | 1950  | 1961  | 1970  | 1980  | 1991  | 2001  | 2011  | 2021  |
| ----- | ----- | ----- | ----- | ----- | ----- | ----- | ----- | ----- | ----- | ----- | ----- | ----- | ----- | ----- |
| 3 078 | 3 546 | 4 255 | 4 766 | 5 858 | 5 560 | 7 394 | 8 241 | 8 192 | 8 616 | 6 624 | 7 582 | 7 976 | 9 690 | 9 258 |